# Together (gruppo musicale francese)
I Together sono stati un duo musicale, composto dai producer francesi DJ Falcon e Thomas Bangalter, anche membro dei Daft Punk. Pubblicarono solamente due singoli, Together (2000) e So Much Love to Give (2002), che entrò in alcune classifiche britanniche. Su Medium il giornalista Ben Cardew ha scritto che le due tracce pubblicate dai Together «balenano lo spettro dei Daft Punk più eleganti e minimali, levigandone le sonorità più ruvide e attenuandole in un funk aerodinamico.»

## Storia del gruppo
I Together debuttarono con il singolo omonimo del 2000, edito dall'etichetta Roulé di Bangalter e composto dai campionamenti di Slave e Sweet Sensation. Due anni dopo pubblicarono per la medesima etichetta il secondo e ultimo singolo So Much Love to Give, che mette in loop un campionamento di Love's Such a Wonderful Thing dei Real Thing. La traccia fu uno dei primi successi della Roulé: entrò nelle classifiche britanniche (si segnala il terzo posto raggiunto nella UK Dance) e ispirò altre tracce, tra cui Call on Me di Eric Prydz (qualcuno pensò inizialmente che quest'ultima traccia fosse stata prodotta da DJ Falcon e Bangalter) e una cover dei Freeloaders.
Pur non utilizzando l'alias Together, DJ Falcon e Bangalter tornarono a collaborare alla traccia dei Daft Punk Contact, contenuta nell'album del 2013 Random Access Memories.

## Formazione
- DJ Falcon – produzione
- Thomas Bangalter – produzione

## Discografia

### Singoli
- 2000 – Together
- 2002 – So Much Love to Give